# Mesochorus marylandicus
Mesochorus marylandicus là một loài tò vò trong họ Ichneumonidae.